# ألكسندر همن
ألكسندر همن (بالإنجليزية: Aleksandar Hemon)‏‏ (9 سبتمبر 1964 في سراييفو - )؛ كاتب، وروائي، وصحفي من الولايات المتحدة.

## الجوائز
- زمالة غوغنهايم
- زمالة ماك آرثر
- جائزة هارتلاند [الإنجليزية]‏

## روابط خارجية
- ألكسندر همن على موقع IMDb (الإنجليزية)
- ألكسندر همن على موقع الموسوعة البريطانية (الإنجليزية)
- ألكسندر همن على موقع مونزينجر (الألمانية)
- ألكسندر همن على موقع قاعدة بيانات الفيلم (الإنجليزية)